# Aleksandra Hadzik
Aleksandra Stanisława Hadzik (ur. 3 sierpnia 1979 w Lublińcu) – polska prawniczka i urzędniczka państwowa, w latach 2018–2024 prezes Kasy Rolniczego Ubezpieczenia Społecznego.

## Życiorys
Absolwentka Wydziału Prawa i Administracji Uniwersytetu Śląskiego, gdzie podjęła również studia doktoranckie w Katedrze Prawa i Postępowania Administracyjnego. Podjęła się pisania pracy doktorskiej na temat administracyjno-prawnych uwarunkowań bezpieczeństwa społecznego na przykładzie ubezpieczenia społecznego rolników (przewód doktorski umorzono w 2018). Odbyła także szkolenia, uprawniające do zostania mediatorem. Jest autorką publikacji m.in. z zakresu postępowania administracyjnego i ubezpieczeń społecznych rolników.
Przez prawie 18 lat pracowała w Kasie Rolniczego Ubezpieczenia Społecznego. Przechodziła tam kolejne stopnie kariery, pracując jako referent, kierownik placówki terenowej w Lublińcu, zastępca dyrektora oddziału regionalnego w Częstochowie, wicedyrektora i dyrektora Biura Ubezpieczeń w Centrali Kasy. 26 września 2018 została wiceprezesem, a 29 października – prezesem KRUS. Przestała pełnić tę funkcję 27 marca 2024.

## Odznaczenia
- Złoty Krzyż Zasługi (2021)[8]
- Odznaka Honorowa za Zasługi dla Legislacji (2023)[9]